# João Freire (cartógrafo)

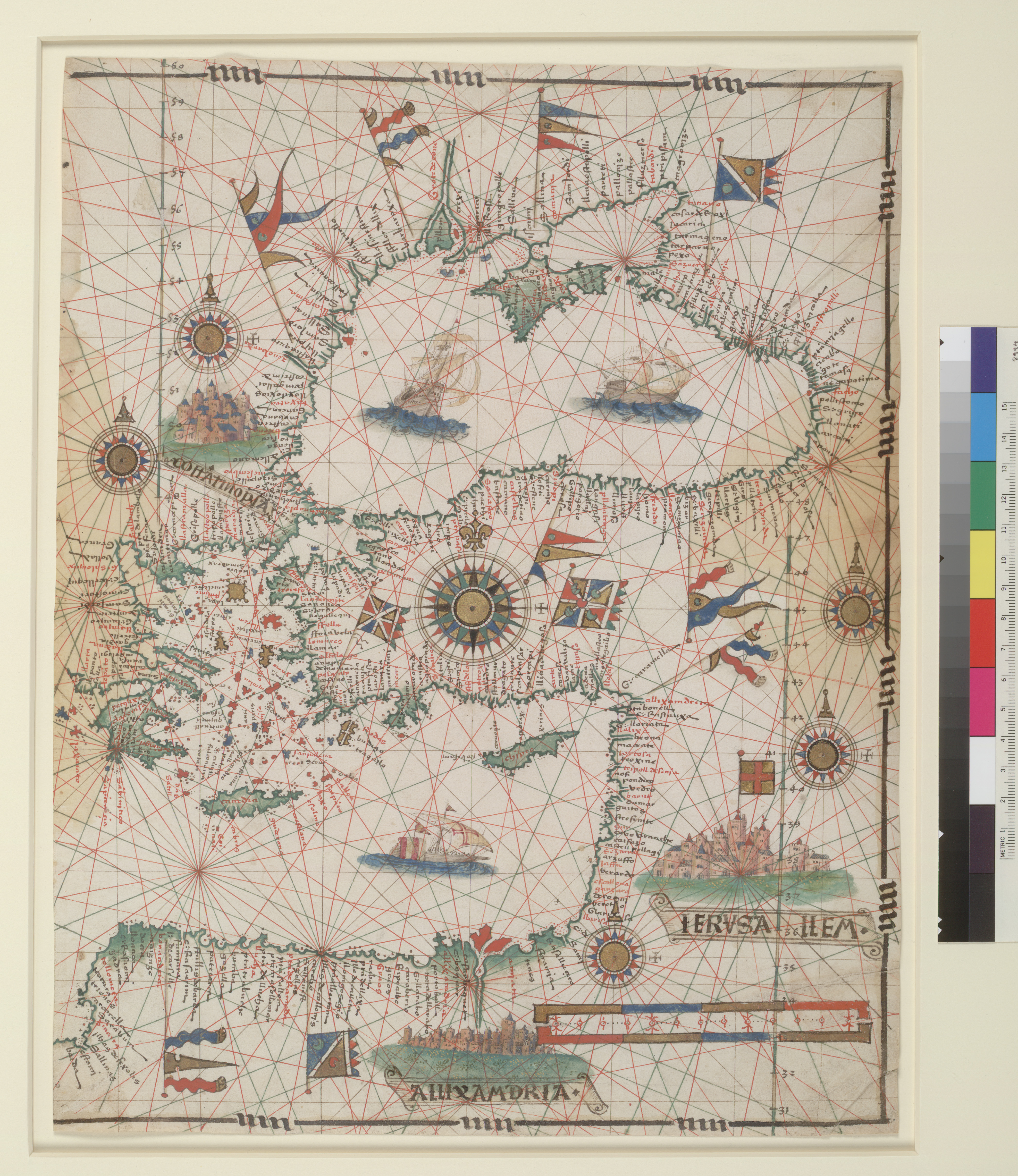

João Freire (século XVI) foi um cartógrafo português.
Existem poucas informações a seu respeito. Legou-nos um atlas manuscrito datado de 1546 e uma carta sem data da África Ocidental. No primeiro destacam-se a representação de uma parte da África Ocidental, incluindo o Castelo de São Jorge da Mina, uma importante feitoria portuguesa próxima à foz do Rio Volta.